# 黃帶隱蛺蝶
黃帶隱蛺蝶也稱黃帶枯葉蝶、黃縱帶蛺蝶，是隱蛺蝶屬中的一種蝴蝶。

## 描述
中大型蛺蝶，略具雌雄差異。雄蝶頭黑褐，觸角黑褐末端膨大，口器與下唇鬚褐色，胸背黑褐、腹面乳白，足乳白，前足癒合、具刺與毛；腹背黑褐、腹面乳白。
前翅長36-42 mm，翅頂呈斧狀，後翅M3脈具小尾突，外緣波狀。翅背面黑褐，中央有明顯橙黃帶，後翅交織藍紫色紋，前翅翅端有兩黃斑，M2與M3室各有白點。腹面淡褐，上覆褐、黑褐與灰鱗，中央有亮白或黃帶，緣毛白中嵌褐。雌蝶與雄蝶相似，但腹面色深、紋路較淡，無中央寬帶，前足分節具爪。

## 分布
本種分布於中國華南、中南半島、東南亞、新幾內亞、澳洲北部東亞地區。台灣於本島南部低海拔地區有分布。

## 生態習性
棲息於常綠闊葉林及海岸林，一年可繁殖多代，成蟲飛行活潑快速，會訪花，也吸食樹液與腐果；幼蟲以爵床科的賽山藍、蘆利草及匐蘆利草等植物為食。

## 資料來源
1. ↑  "Yoma Doherty, 1886" at Markku Savela's Lepidoptera and Some Other Life Forms
2. 1 2  徐堉峰，梁家源，黃智偉，沈宗諭. . 農業部林業及自然保育署. 2021/12. ISBN 9786267100523.
3. ↑  徐堉峰. . 台中市: 晨星出版社. 2013. ISBN 978-986-177-668-2.

## 外部連結
- 维基共享资源上的相關多媒體資源：黃帶隱蛺蝶